# Xenimpia sillaria
Xenimpia sillaria là một loài bướm đêm trong họ Geometridae.